# Jürgen Bohmbach
Jürgen Bohmbach (* 1. April 1944 in Prerow) ist ein deutscher Historiker und Archivar.

## Leben
Jürgen Bohmbach ist der Sohn eines Hamburger Groß- und Außenhandelskaufmanns und wurde am 1. April 1944 in Prerow auf dem Darß geboren. 1970 wurde er an der Universität Hamburg – Fachbereich Geschichtswissenschaften – mit der Dissertation Die Sozialstruktur Braunschweigs um 1400. promoviert. 1973 kam er nach Stade und war am Niedersächsischen Staatsarchiv – Staatsarchiv Stade tätig, dessen stellvertretender Leiter er war. Von 1977 bis 2010 war er Stadtarchivar des Stadtarchivs Stade. Von 1992 bis 2001 war er Vorsitzender der ANKA (= Arbeitsgemeinschaft der niedersächsischen Kommunalarchivare).
Bohmbach hat zahlreiche Werke vor allem zur Stader Stadtgeschichte verfasst.

## Werke (Auswahl)
- Die Sozialstruktur Braunschweigs um 1400. Waisenhaus-Buchdruckerei und Verlag, Braunschweig 1973 (Zugleich: Universität Hamburg, Fachbereich Geschichtswissenschaften, Dissertation, 1970)
- mit Viktor Rihsé: Der Schwedenspeicher in Stade. Vom Provianthaus zum Museum. Verlag Hansa-Druckerei Stelzer, Stade 1978
- (Bearb.): Urkundenbuch der Stadt Stade. Lax, Hildesheim 1981
- Stade. Fotos von Gregor Peda. Schnell und Steiner, München / Zürich 1988 (Große Kunstführer, Band 150)
- mit Jürgen Schneider: Stade. 1000jährige Stadt. Ein kurzer Gang durch die Stader Stadtgeschichte. [Hrsg.: Stadt Stade, Der Stadtdirektor]. Stade, 1992
- "Unser Grundsatz war, Israeliten möglichst fernzuhalten". Zur Geschichte der Juden in Stade. [Hrsg.: Stadt Stade, Der Stadtdirektor]. Stadt Stade, Stade 1992
- Stader Stadtlexikon. Von Abbenfleth bis Zwangsarbeit. [Hrsg. von der Stadtsparkasse Stade]. Stadtsparkasse, Stade 1994
- "... zu niedriger Arbeit geboren ...". Zwangsarbeit im Landkreis Stade 1939 – 1945. [Hrsg.: Stadt Stade, Der Stadtdirektor]. Stadt Stade, Stade 1995
- Verlorene Namen. Stader Straßen und ihre Geschichte. [Hrsg.: Kreissparkasse Stade]. Kreissparkasse, Stade 2000
- Stade für Kinder. [Hrsg.: Kinderschutzbund Stade in Zusammenarbeit mit der Sparkasse Stade-Altes Land. Texte: Schülerinnen und Schüler; Jürgen Bohmbach]. Kinderschutzbund, Stade 2000
- Zwischen Glanz und Ruin. Stades Wirtschaft im Wandel der letzten Jahrhunderte. Kreissparkasse, Stade 2004
- mit Bernd Ulrich Hucker (Bearb.): Urkundenbuch zur Geschichte der Stadt Bremerhaven. Stadtarchiv, Bremerhaven o. J.

Für das Historische Handbuch der jüdischen Gemeinden in Niedersachsen und Bremen (Hrsg.: Herbert Obenaus in Zusammenarbeit mit David Bankier und Daniel Fraenkel, Göttingen 2005; ISBN 3-89244-753-5) hat Bohmbach 12 Handbuch-Artikel verfasst: Bederkesa (S. 184–187), Bremervörde (S. 344–350, zusammen mit Andrea Baumert, Miriam Lappin und Antje C. Naujoks), Hagen (S. 688–690), Horneburg (S. 888–892; darin: Buxtehude), Lesum (S. 981–984), Otterndorf (S. 1235–1238), Ottersberg (S. 1238–1241), Rotenburg (S. 1325–1328), Scharmbeck (S. 1351–1360; darin: Ritterhude), Stade (S. 1404–1414), Uthlede (S. 1491–1492; darin: Schwanewede), Verden (S. 1518–1523), Zeven (S. 1599–1604).